# Rhinoligia biocellata
Rhinoligia biocellata là một loài bướm đêm trong họ Geometridae.